# 産業化以前の装甲艦
装甲艦  とは厚い金属板により装甲がほどこされた木製の、または鉄骨に木板張りなど数種の材料で作られた軍艦である。1854年にフランスにおいて世界初の航洋装甲艦ラ・グロワールが建造される以前から、ヨーロッパにおいては船を建造する際衝角として利用するために金属製の船骨を用いており、また金属板張りの軍船についての記述も存在する。それらのなかには艦砲が装備されているものもあった。東アジア においては16世紀から艦砲を持ち金属の装甲が施された軍船についての記録がある。
しかしながら同時代の資料が不十分であることもあり、ヨーロッパと極東のどちらの例においても本当に鉄の装甲を持つ船が存在したかについては不明瞭で、異説が多いことには留意しなければならない。

## ヨーロッパにおける記録

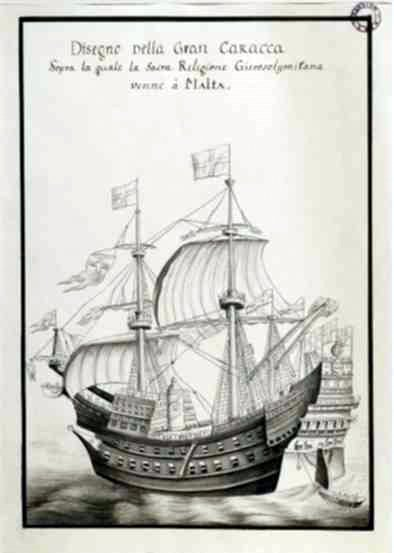
鉛装甲のキャラック船であるサンタ・アンナ号 (1522-40)はオスマン・トルコに対して効果的に運用された

船の装甲は木材を侵食するフナクイムシから保護する目的で船体を覆う習慣とは区別しなければならない。古代ギリシャの商船は紀元前5世紀までにはこの目的のために鉛の薄板で覆われていた。 古代ローマにおける例では、皇帝カリグラが建造させたのちネミ湖に沈め、後世に発掘された「ネミ船」の水面下の部分が薄い鉛で覆われていた 。この習慣は大航海時代においてスペインとポルトガルにおいて再び行われるようになり、また1760年代になってイギリス海軍も銅を軍船に使用し始めた。
古代ギリシャの僭主ヒエロン2世によって紀元前240年ごろ建造された巨大なSyracusiaという船はマストの先端を青銅で覆い、 敵の乗船を防ぐため鉄製の柵を甲板に設けていた。船体は鉛の板で覆われ、青銅の釘で固定されていた。
ローマ帝国のカタフラクト軍船は側面をタールを塗った鉛によって防護されていた。これは敵船の衝突に対しては十分な防御力を発揮できなかったものの、長期間海にいることによるダメージから船体を保護する役割を担っていた。
ノルウェーのロングシップの中には早くも11世紀には鉄の装甲が喫水線に沿って施されたものがあり、たとえばエイリーク・ハーコナルソンのIron Beardがそうである
。
ペドロ4世(1336-87)は火器から防御するために船を獣皮で保護しており、これはローマ海軍がかつて行っていたのと同様である。

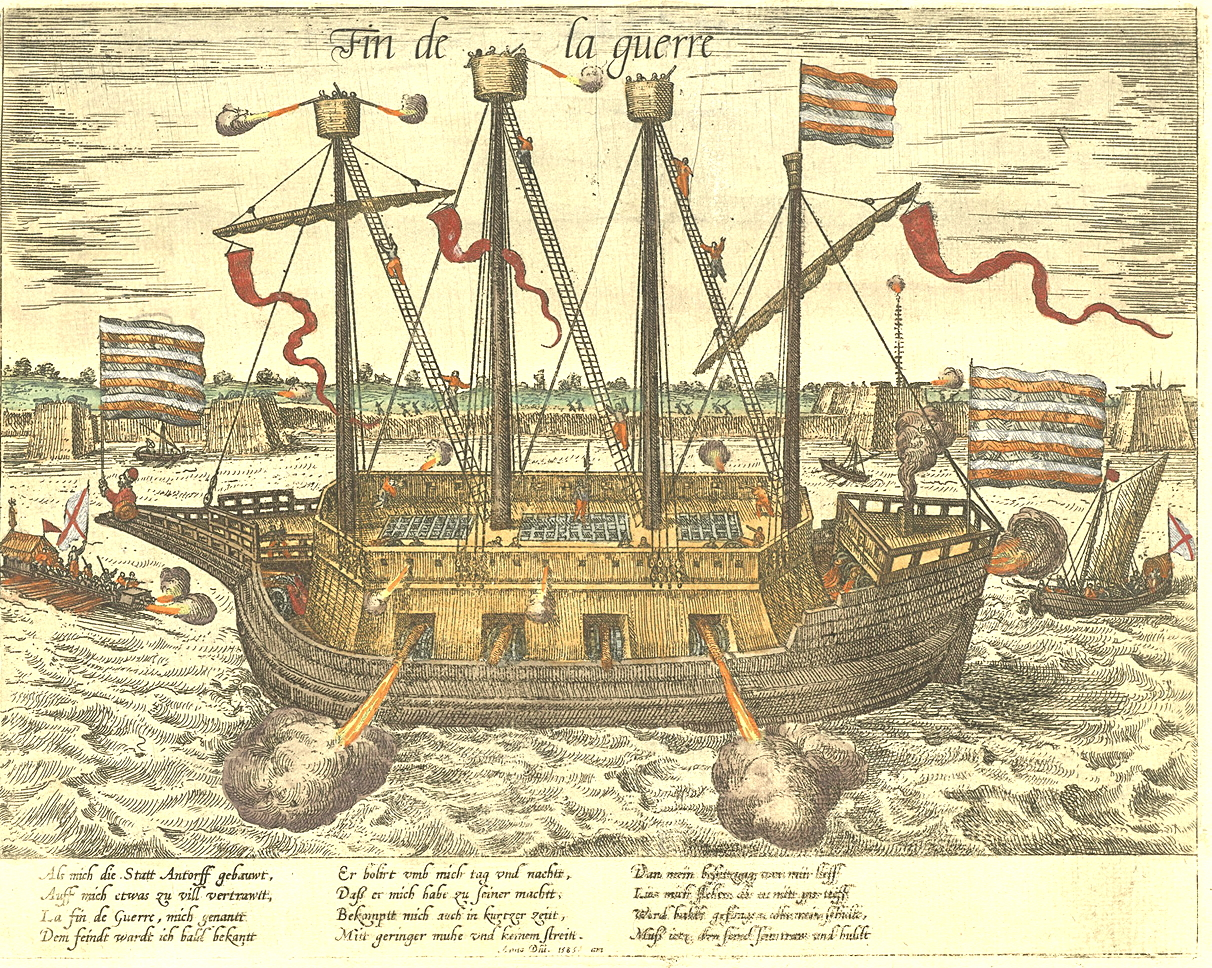
オランダの軍船 Finis Bellis

スペイン艦隊のバスク人提督Juan Lope de Lazcanoは1505年に船骨を鉄で覆った船を就役させた。
聖ヨハネ騎士団の銅張りのキャラック船サンタアンナ号を初期の装甲艦とみなす識者もいる。1522年から1540年まで、この軍船は地中海においてオスマン帝国に対し効果的に運用された。
プレヴェザの海戦においてオスマン帝国の艦隊に深刻なダメージを与えたヴェネツィア共和国の旗艦Galleon of Veniceには金属の板が張られていた。
1585年のアントワープ包囲戦 において、オランダ側は所持していたマン・オブ・ウォーである Finis Bellisの一部に鉄板を張っていた。
1782年に ジブラルタル包囲戦において使用された浮き砲台は木製の板・鉄格子・革で作られた分厚い装甲が施されていたが、あまり効果をあげることはできなかった 。

## 極東における記録
アジアにおける初期の船の装甲はおそらく船の下部に保護の目的で張られた薄い金属膜に起源を持つだろう。208年の赤壁の戦い において、軍船は炎から保護するために濡れた獣皮で覆われていた。 1130年になると、黄天蕩の戦いにおいて 金の船乗りは、オールの穴があいた素材不明の舷墻（甲板の両舷側に設けた柵）を船に設置していた 。また宋 の将軍 Qin Shifuが導入した二隻の外輪船は、側面が鉄板で保護されていると記されている。

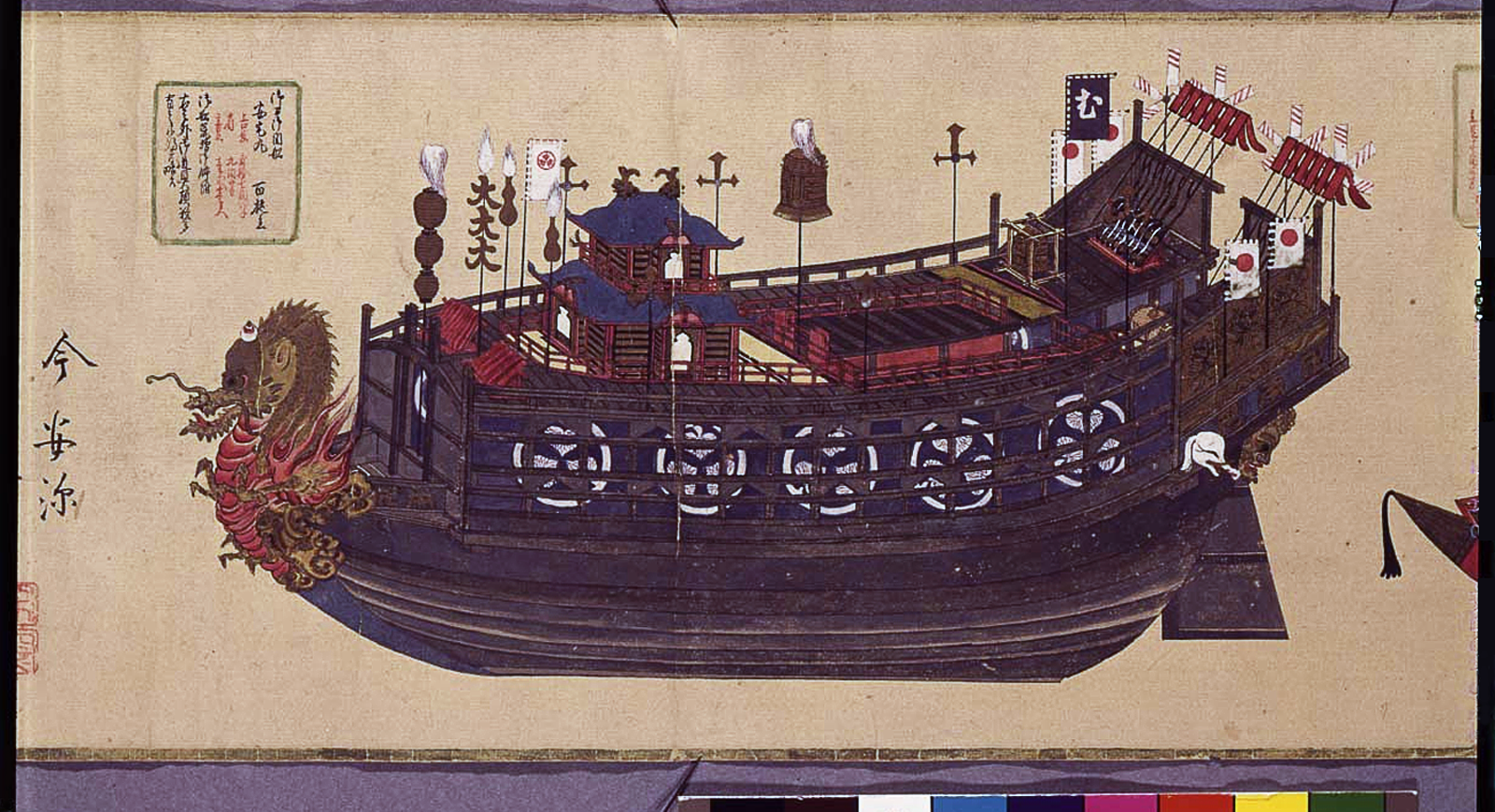
『御船図』安宅丸。19世紀の想像図。

1578年に、日本の 大名 織田信長 は「鉄甲船」と呼ばれる六隻の鉄張りの大安宅船 を建造し、第二次木津川口の戦いにてこれらを用い毛利氏を破ったと推測される。しかし鉄板による装甲を直接的に示している同時代の史料は『多聞院日記』しかなく、その『多聞院日記』も「鉄の船なり。鉄砲通らぬ用意、事々敷儀なり」という伝聞の記述である。このため、信長の鉄甲船が鉄張り装甲を持っていたのか、という点が疑問となっている。
信長の鉄甲船はいまだ謎に包まれているが、秀吉が鉄の装甲を持った大型船を建造したことは『フロイス日本史』に明確に記述されている。

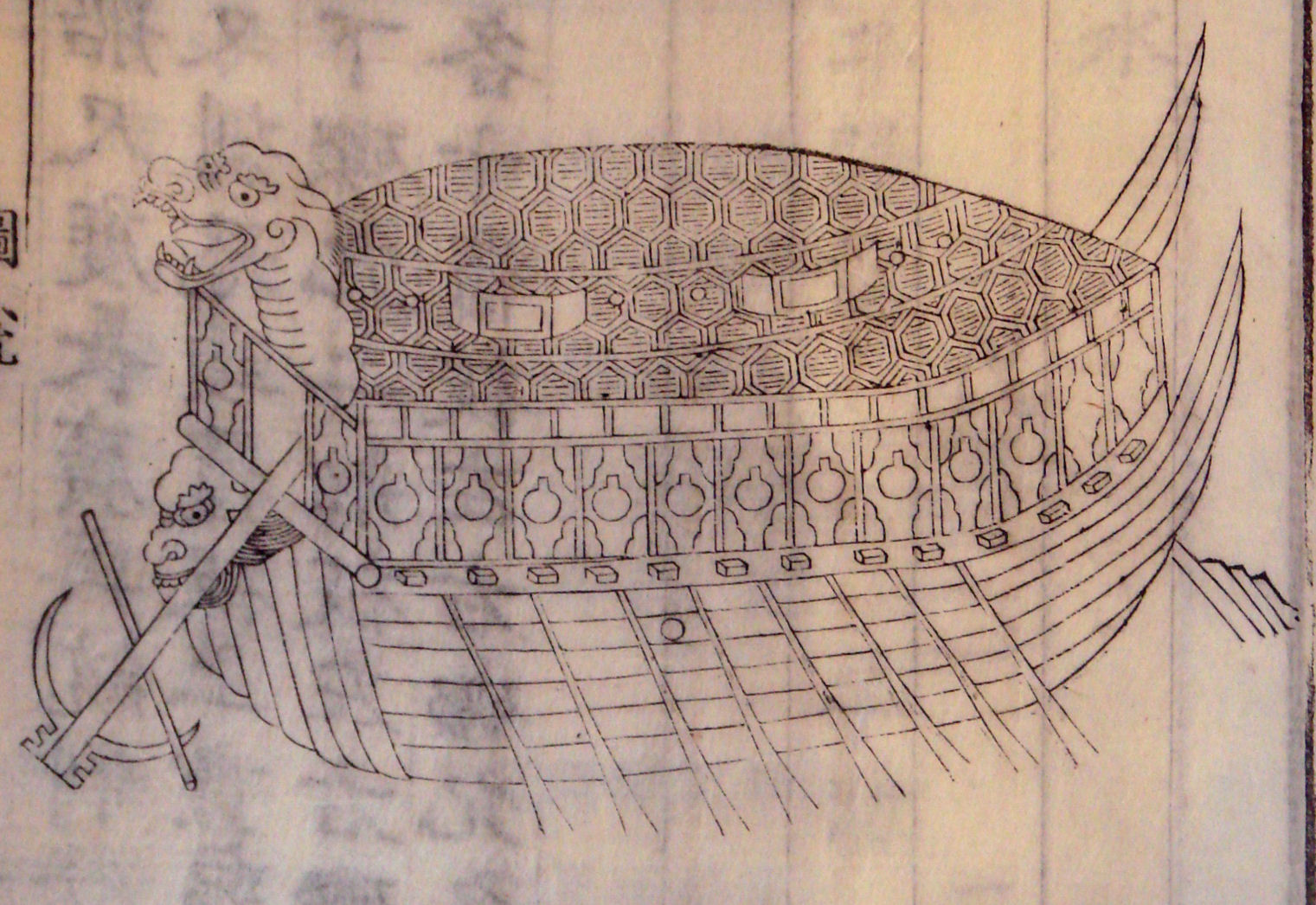
15世紀の李氏朝鮮において建造されたとされる亀甲船。この絵は1795年に同時代の船を参考にして描かれたものである。

豊臣秀吉の朝鮮出兵において李氏朝鮮軍が用いたと記録される亀甲船はしばしば鉄張りの装甲を持っていたとされるが、朝鮮側の資料には鉄張りだったという記述はない 。亀甲船の考案者とされる 李舜臣の日記では、「乗船（移乗攻撃）しようとしてきた敵を串刺しにする鉄のトゲが背面に設置されていた」とは書かれているものの、鉄張り装甲については記述がない。 彼の甥もまた、デッキ上に“鉄のトゲ”があったとのみ記述している。 朝鮮の宰相である柳成龍 は明確に亀甲船は「木の板で上部が覆われている」と記述している。
防火・防蝕を目的とするものであるものの、徳川秀忠が幕府御船手頭向井忠勝に建造させた史上最大級の安宅船「安宅丸」は、総櫓及び船体の総てに銅板貼りが施されていた事が幕府の公式な記録から確認されている。鉄板を貼るよりは費用が高くつくものの、理論上は塩分に対する耐久性は高くなる。この船は50年近く運用された。